# 思想の科学研究会
思想の科学研究会（しそうのかがくけんきゅうかい）は日本の思想・社会運動集団である。

## 沿革
鶴見俊輔が1946年に雑誌『思想の科学』を刊行する際の同人7名が、思想の科学研究会の発端であった。人々の思想を経験科学的に研究する会という意味で「思想の科学研究会」という名前がつけられた。この最初の同人7名は鶴見俊輔、鶴見和子、武谷三男、武田清子、都留重人、丸山真男、渡辺慧である。その後1949年に思想の科学研究会が正式に発足する。川島武宜が会長に就任し、多元主義を標榜する学際的研究会が組織され、後に竹内好、久野収、いいだももらも加わった。《アメリカ思想史》、《転向》、《占領》等多くの共同研究が行われ、数多くの著名な研究者、評論家を育成し、いわゆる学界、論壇のスターダムとしても機能した。
雑誌『思想の科学』は思想の科学研究会の機関誌として先駆社(1946-51)、建民社(1953-54)、講談社(1954‐55)、中央公論社(1959‐61)、思想の科学社（1961-1996）と発行所を変えて刊行された。1996年の雑誌『思想の科学』の休刊後も思想の科学研究会の活動は続けられている。研究会の正式の機関誌ではないが、同人誌『活字以前』が思想の科学研究会の会員の多くが記事を寄せる雑誌として、現在、機能している。また雑誌『思想の科学』休刊以前も以降も、『思想の科学研究会 会報』が、研究会の会員相互の情報交換の場として使われている。なお、1954～1971までの『会報』は柏書房から復刻版が刊行されている。

## 意義・特色
鶴見俊輔がハーバード大学で学んできたアメリカン・プラグマティズムを起点とする研究会であり、プラグマティズムの多元主義（多元論）が大切にされた。特に大学内の研究者と在野の研究者との交流を意識した「民間アカデミズム」的な研究会であるという点（今でこそ世間で当たり前になっているが）、哲学者だけでなく、ふつうの職業人や生活者が有する哲学や思想を掘り起こしていこうとした点で、先駆的な研究会であった。また多元主義であるため、いわゆる市民派と呼ばれる進歩的知識人や「声なき声の会」、「ベ平連」（ベトナムに平和を!市民連合）との人脈的な接点も多い。
雑誌『思想の科学』は思想の科学研究会の機関誌ではあるが、実際には会員の投稿論文を中心に誌面が構成されるというよりは、会員の代表が編集委員を務め、外部のライターに寄稿を頼む記事が多かった。また鶴見俊輔が面白いと思った人物に『思想の科学』への執筆を依頼し、執筆を引き受けてくれたら研究会への入会も勧めるという方向で、初期の会員は増やしていった。以上の理由から『思想の科学』は思想の科学研究会の機関誌でありつつ商業的な広がりをもちえた。そのような商業性が雑誌『思想の科学』が思想の科学研究会の機関誌でありつつ、戦後思想に一定の影響力をもった理由である。つまり雑誌『思想の科学』は思想の科学社等その折々の版元の雑誌でありつつ、思想の科学研究会の機関誌であるという二重の性格を実際には負っていた。
以上のべたように、雑誌は研究会の機関誌であるが相対的自律性があった。そのことが一部の会員たちの不満の種でもあったことが、『思想の科学研究会 会報』の古い号を読むと、分かる。研究会はプラグマティズムに由来する多元主義を目指しつつ、雑誌は新左翼系の記事に偏している、等々。しかしまた、雑誌『思想の科学』、版元の思想の科学社、思想の科学研究会相互の路線のズレとか緊張関係が、研究会の活力ともなっていた。
なお、雑誌『思想の科学』あるいは思想の科学研究会の多元主義と中井正一、久野収、新村猛、武谷三男らが1930年代に刊行した『世界文化』『土曜日』との関連性も、鶴見俊輔によって指摘されている。「『思想の科学』の多元主義は、創刊同人の一人、武谷三男が、戦前の雑誌『世界文化』と『土曜日』から受けついだもので、思想の科学研究会と雑誌の歴史を通じて除名がおこなわれたことがない、という事実によって、かろうじて今日まで双方に保たれている」と、近年、鶴見は過去を振り返って語っている。実際、『世界文化』同人は武谷、久野、新村、和田洋一など多くが思想の科学研究会に関わってきたし、思想の科学研究会における京都大学人文科学研究所系の人脈を代表する人物である桑原武夫は、中井正一とは親しかった。
このように『世界文化』、京大人文研という京都の人脈がこの研究会の大きな流れとしてあり、鶴見俊輔自身、京大人文研助教授や同志社大学教授を務めたこともある。その一方で研究会の本部も思想の科学社も都内にあり、東京と京都に拠点をもちつつ、読者の会や地方集会等を通じて、地域の多元性も掘り起こしていくというのが、この研究会の特色であった。
丸山真男は終生会員であったが、研究会はなんでもありの「イラハイイラハイ主義」と揶揄している。

## 歴代会長
- 川島武宜（1950-）
- 竹内好（1953-55)[3]）
- 磯野誠一（1955-1957[4]）
- 日高六郎（1958-1959[5]）
- 久野収（1959-1962[6]）
- 市井三郎（1962[7]）
- 鶴見俊輔（1962-1963[8]）
- 片桐ユズル（1963-1964[9]）
- 安田武（1964-1966[10]）
- 加太こうじ（1966-1967[11]）（1979-1980[12]）
- 佃実夫（1967-1969[13]）
- 矢部基晴（1969-1971[14]）
- 上野博正（1971-1973[15]）
- 折原脩三（1973-1974[16]）
- 山領健二（1974-1975[17]）
- 石井紀子（1975-1976[18]）
- 渡辺一衛（1976-1977[19]）
- しまねきよし（1977-1978[20]）
- 阿伊染徳美（1978-1979[21]）
- 後藤宏行（1980-1981[22]）加太こうじ氏の思想の科学社社長就任に伴い会長代行を務める
- 田村紀雄（1981-1982[23]）
- 渋谷定輔（1982-1986[24]）
- 大野明男（1986-1988[25]）
- 天野正子（1988-1992[26]）
- 安田常雄（1992-2004[27]）
- 大河原昌夫（2004-2010[28]）
- 上原隆（2010-2011[29]）
- 後藤嘉宏（2011-[30]）

注）天野正子、石井紀子、安田常雄、山領健二の「思想の科学研究会」会長就任時期においては、『「思想の科学」五十年史 源流から未来へ』（思想の科学社）の「執筆者プロフィール」では、在任期間と在任年度が混在しているようですので、『思想の科学 会報』の評議員会の記録が掲載されている「事務局だより」の記事をもとに在任期間で統一しました。